# Xã Centennial, Quận Lyon, Iowa
Xã Centennial (tiếng Anh: Centennial Township) là một xã thuộc quận Lyon, tiểu bang Iowa, Hoa Kỳ. Năm 2010, dân số của xã này là 232 người.